# C. Deffner

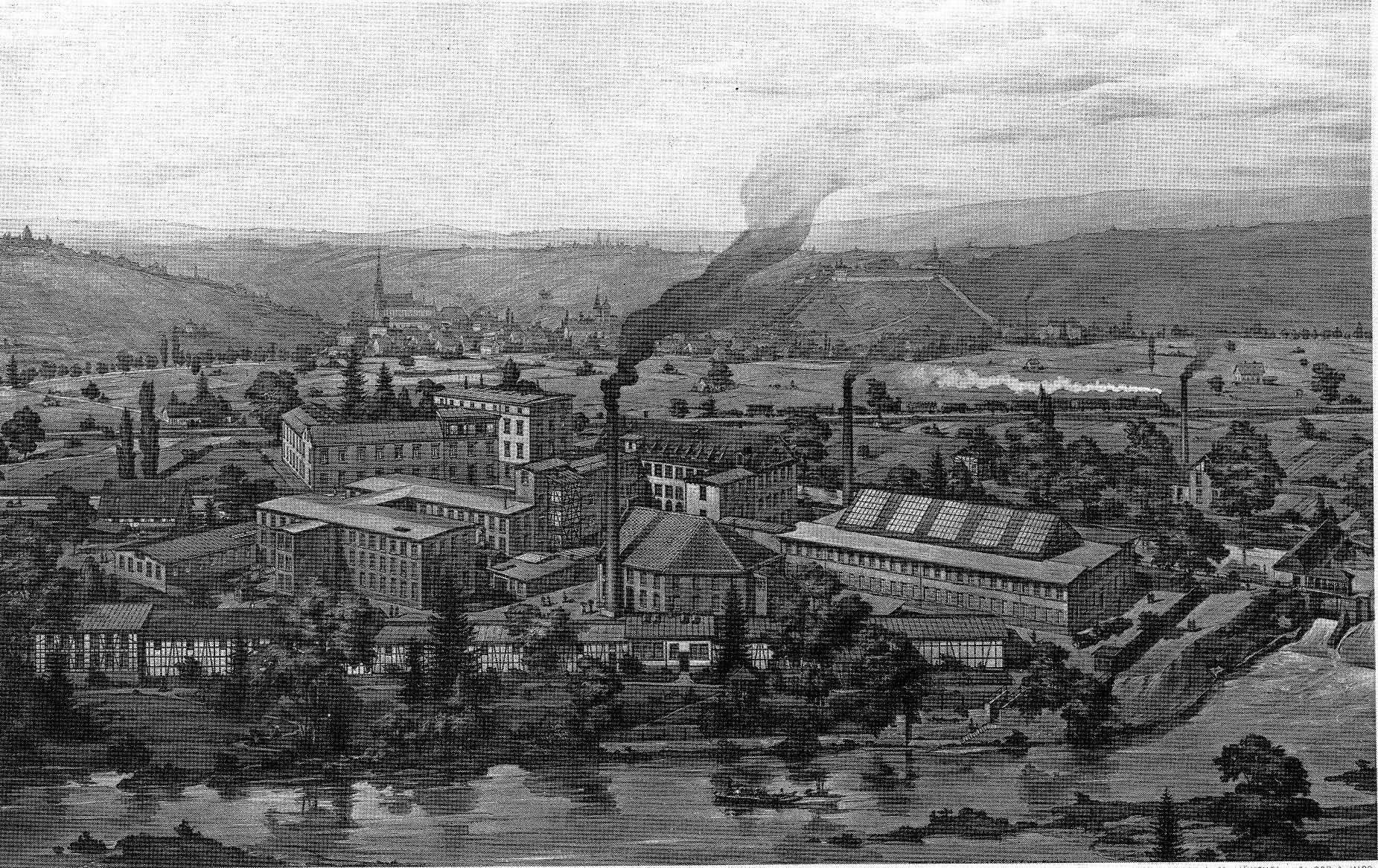
Firmengebäude am Neckar

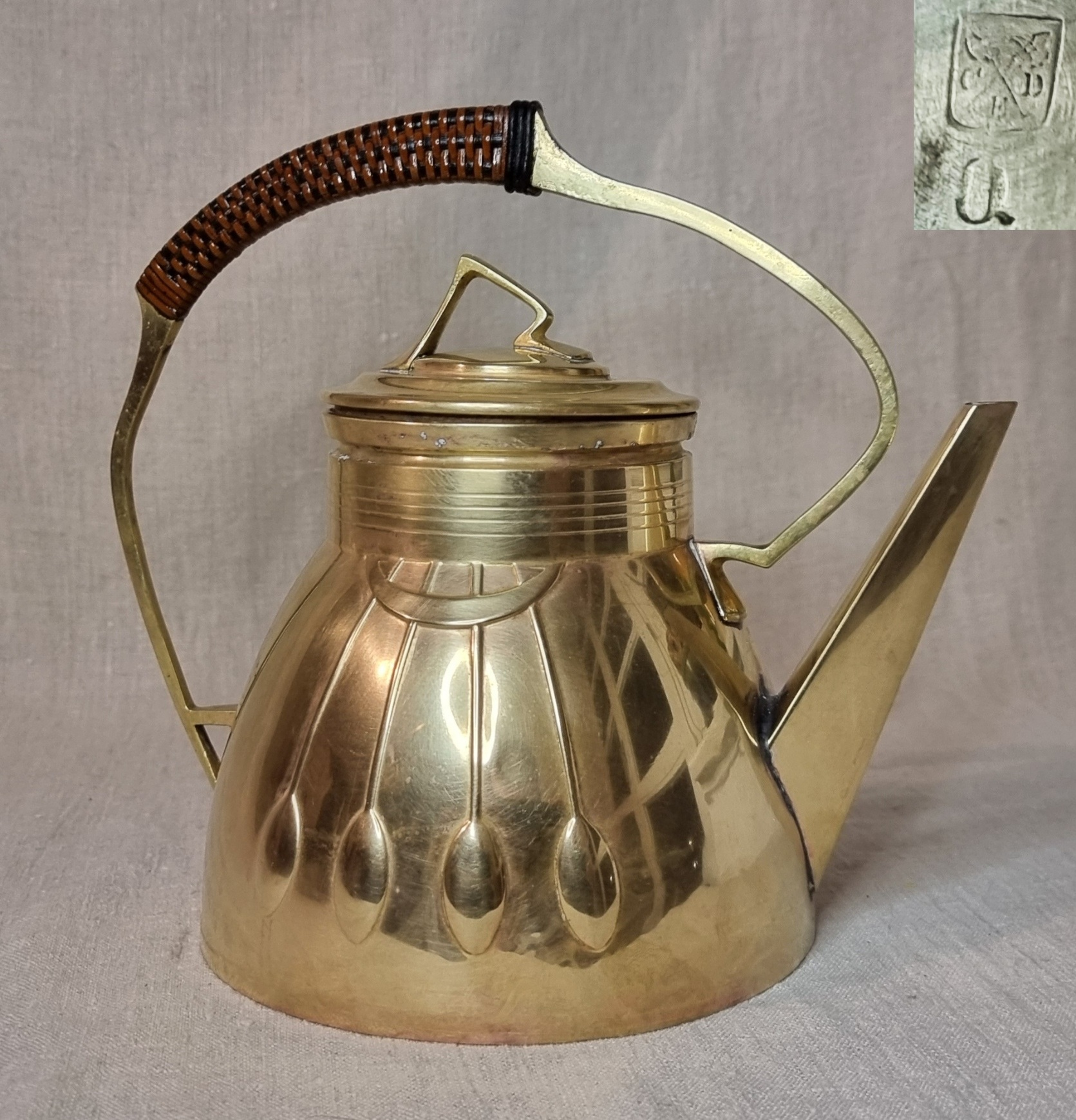
Jugendstil - Teekessel von Deffner mit gepunzter Marke CDE

C. Deffner war eine Metallwarenfabrik in Esslingen am Neckar, die von 1815 bis 1969 existierte und vor allem Gerätschaften für Tisch und Bar herstellte.

## Geschichte

### 1815–1844
Carl Christian Ulrich Deffner, ein Sohn des Ludwigsburger Porzellanmalers Christian Friedrich Deffner (16. September 1758 – 17. Februar 1793), besuchte trotz des frühen Todes seines Vaters die Lateinschule, wo er mit Karl Wagner in Kontakt kam. Dieser wurde später württembergischer Legationssekretär in London und vermittelte Deffner bei einem Aufenthalt in England Besuche in fortschrittlichen Werkstätten und Fabriken des Landes. Ferner stellte er Deffner einen Teil des Kapitals zur Verfügung, das dieser brauchte, um sich 1815 in Heinrich Rudys Esslinger Blechwarenfirma einzukaufen. Die Rückreise von England und weitere Reisen nach England und Frankreich nutzte Deffner, um sich weiter über den Markt und die Produktionsweise zu informieren. Wohl die erste Neuheit, die er nach Deutschland einführte, waren Kaleidoskope, die auf dem Stuttgarter Weihnachtsmarkt 1815 großen Absatz fanden.
Nach seiner Heirat mit Luise Wagner, einer Schwester Karl Wagners, richtete Deffner in der Kasernenstraße in der Pliensauvorstadt eine Werkstatt ein, die schnell expandierte. 1819 konnte Deffner Rudy auszahlen und die Firma allein weiterführen. Damals hatte C. Deffner 19 Beschäftigte. 1824 wurde anlässlich der Kunst- und Industrieausstellung die Qualität seiner Produkte sehr gelobt. In den Jahren 1825 bis 1827 ließ Deffner neue Fabrikgebäude auf einem Gelände in den heutigen Pulverwiesen direkt am Neckar errichten, wo die Wasserkraft genutzt werden konnte. 1829 richtete er eine Krankenkasse ein. Innerhalb von vier Jahren verdoppelten sich die Exportzahlen seiner Artikel; für 1834 sind 135 Beschäftigte belegt, für die Zeit um 1840/50 200.

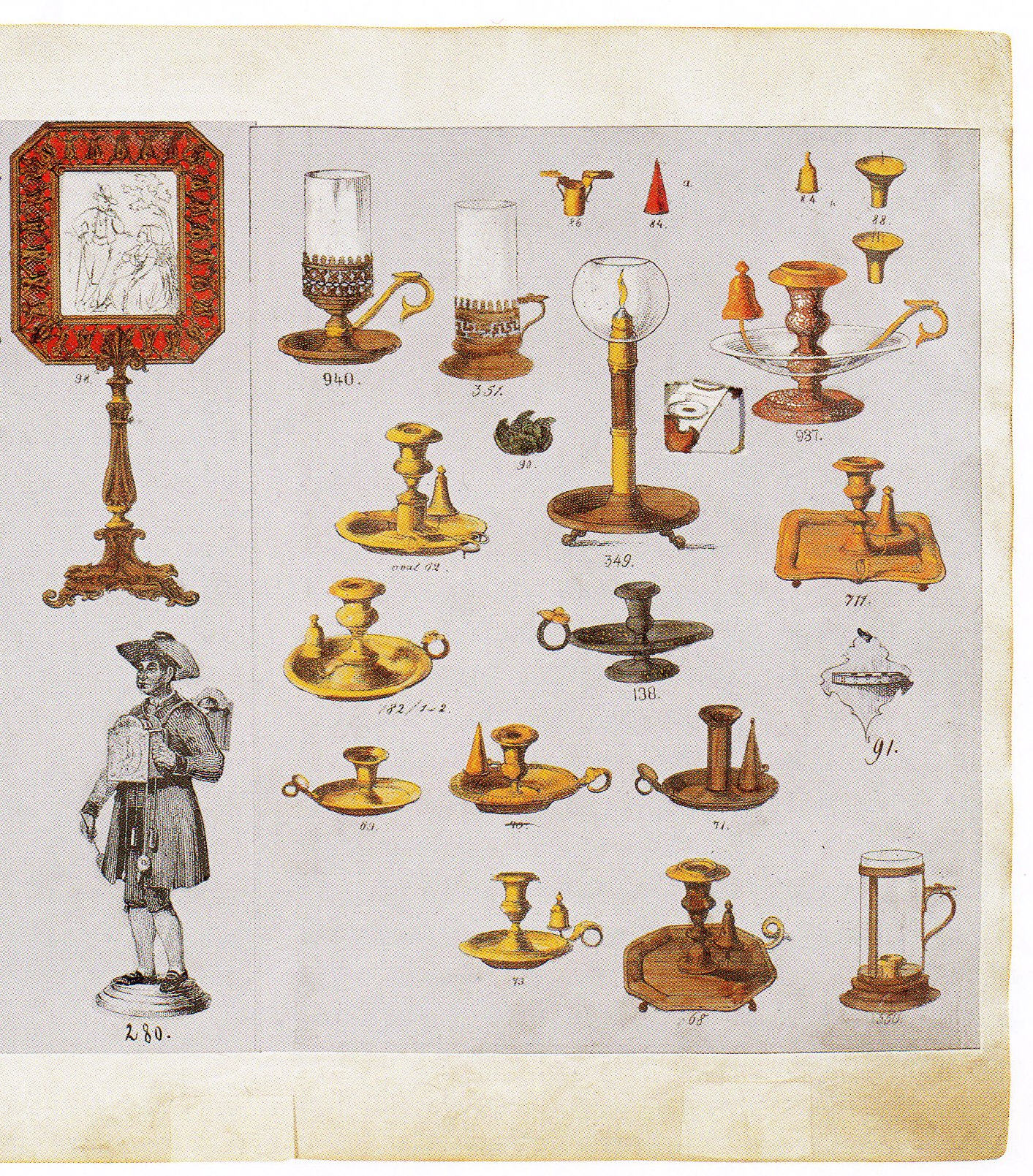
Ausschnitt aus dem Musterbuch, um 1830/40

1837 prosperierte die Firma so, dass Deffner sich eine Villa am Neckarufer bauen lassen konnte. Die Pläne stammten möglicherweise von Giovanni Salucci und zitierten Renaissance-Entwürfe von Palladio für Villen im Veneto. Dieses Haus war wohl die erste derart repräsentative Villa in Esslingen. Im Zuge des Baus der Vogelsangbrücke wurde es 1976, damals im Besitz der Stadt, gegen heftigen Protest aus der Bevölkerung abgerissen.
1842 gehörte Deffner zu den Gründern des Gewerbevereins, ein Jahr später beteiligte er sich an der örtlichen Gewerbeausstellung. Ein Bericht, den Deffner anlässlich dieser Ausstellung niederschrieb, weist darauf hin, dass er schon in dieser Zeit Plaquéware herstellte. Damit dürfte er der erste Plaquéhersteller Württembergs gewesen sein.

### 1844–1877
Schon zwei Jahre vor dem Tod Carl Christian Ulrich Deffners im Jahr 1846 wurde dessen Sohn Carl Ludwig Deffner Teilhaber der Firma. Carl Ludwig Deffner hatte nach dem Besuch der Lateinschule in Esslingen die Gewerbeschule in Stuttgart absolviert und nach ersten Erfahrungen im väterlichen Betrieb in Berlin ein Gewerbeinstitut besucht sowie Vorlesungen an der Universität gehört. Zahlreiche Auslandsaufenthalte vermittelten ihm weiteres Wissen. Carl Ludwig Deffner, der ab 1846 die Firma leitete, bemühte sich, das Werk von Wasser- auf Dampfkraft umzustellen und die Zahl der Beschäftigten nicht zu groß werden zu lassen. Seine Verbindungen ins Ausland halfen mit, das Revolutions- und Hungerjahr 1848 zu überstehen. In den Folgejahren erweiterte Carl Ludwig Deffner die Firma kontinuierlich und vergrößerte und modernisierte den Maschinenbestand. Er präsentierte seine Produkte auf internationalen Ausstellungen und sorgte dafür, dass Württemberg sich an der ersten Weltausstellung in London beteiligte.
Ab 1852 widmete sich Carl Ludwig Deffner intensiv der Erforschung der Geologie der Schwäbischen Alb. Die Firmengeschäfte gingen deshalb mehr und mehr in die Hände seines jüngeren Bruders Wilhelm über, der nach Carl Ludwig Deffners Tod 1877 die Leitung übernahm.

### 1877–1923

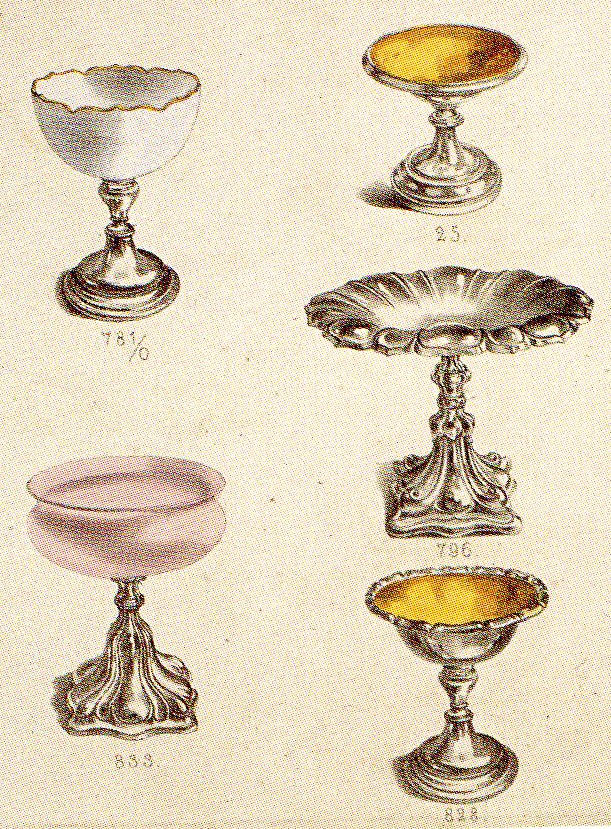
Ausschnitt aus dem Musterbuch, um 1870

Auch Wilhelm Deffner hatte sich, nachdem er an der Technischen Hochschule in Stuttgart studiert hatte, auf zahlreichen Reisen weitergebildet. Unter seiner Leitung wurde die Firma 1887 erstmals ins Handelsregister eingetragen. 1894 wurde die Firma unter der Leitung seiner Söhne Carl (1856–1948) und Otto Deffner (1866–1949) als offene Handelsgesellschaft eingetragen. Auch Carl und Otto Deffner erweiterten und modernisierten die Firma. Die Berichte über die Zeit um die Jahrhundertwende und danach sind jedoch spärlich; belegt ist eine Mitarbeiterzahl von 500 Personen für 1899. Einen Rückschlag brachte die Zeit des Ersten Weltkriegs, in der wegen Rohstoffmangels kaum produziert werden konnte.

### 1923–1947
Im Jahr 1923 trat Max Deffner (1900–1985) als Geschäftsführer in die Firma ein; 1928 kam sein Cousin Erich Deffner hinzu. In den 1930er Jahren konnten vor allem vernickelte, verchromte und versilberte Tafelgeräte und Metallporzellan-Geschirr abgesetzt werden. Während des Zweiten Weltkrieges wurde hauptsächlich Blechgeschirr produziert und in der Nachkriegszeit verlegte man sich auf die Herstellung von Modeschmuck und ähnlichen Artikeln aus Materialresten.

### 1947–1969
Georg Deffner (1925–1981) trat im Jahr 1947 in die Firma ein. Er bemühte sich, den Maschinenpark zu erneuern, und erklärte anlässlich des 150-jährigen Jubiläums im Jahr 1965, bis auf die alte Zieherei befinde sich keine der alten Maschinen mehr im Einsatz, die er 1947 vorgefunden habe. Die Firma C. Deffner war allerdings in der Zeit nach dem Zweiten Weltkrieg oft nicht mehr voll ausgelastet und arbeitete immer wieder im Lohn für andere Firmen, etwa Hanns Knäbler oder die WMF. Auch die Herstellung von kunstgewerblichen Gegenständen, auf die man sich etwa ab 1960 verlegte, brachte keine Abhilfe. Zuletzt hatte C. Deffner noch 70 Beschäftigte. Max und Erich Deffner ließen deshalb zum Jahresende 1969 den Betrieb einstellen und 1972 wurde die Firma aus dem Handelsregister gestrichen. Das Firmengelände wurde an den Landkreis Esslingen verkauft. Die Werksgebäude wurden abgerissen; heute steht auf dem einstigen Deffnerschen Areal das Landratsamt Esslingen.

### Spuren
Insbesondere der Mitbewerber F. W. Quist sammelte in den Jahren, in denen er die Konkurrenz C. Deffners fürchtete, Kataloge des Unternehmens. Die erhaltenen Musterbücher decken etwa den Zeitraum von 1830 bis 1930 ab. Auch Preislisten und Exportzahlen sind erhalten geblieben. Carl Christian Ulrich Deffner stellte in den 1830er Jahren auf der Leipziger Messe aus und hatte ab der Mitte der 1830er Jahre das größte Absatzgebiet aller Esslinger Firmen. Für das Jahr 1848 sind Lieferungen in die Länder des Zollvereins, die Schweiz, nach Nordamerika, Italien, Griechenland, die Niederlande samt Kolonien, Spanien und die Levante belegt. Dabei schlugen die Länder des Zollvereins mit 92000 Gulden zu Buche, Nordamerika und die Schweiz jeweils mit 45000 Gulden, die übrigen Länder mit Summen zwischen 2000 und 5000 Gulden. Noch 1918 hatte die Firma Vertretungen in Österreich-Ungarn, Frankreich, England, Holland und Belgien, ab den 1950er Jahren war sie auf der Frankfurter Messe vertreten und exportierte insbesondere in die USA und nach Italien und Belgien, aber auch an die Galeries Lafayette in Frankreich.
Im Jahr 2004 wurden Produkte C. Deffners in der Ausstellung „SilberSachen“ im Stadtmuseum Esslingen gezeigt.

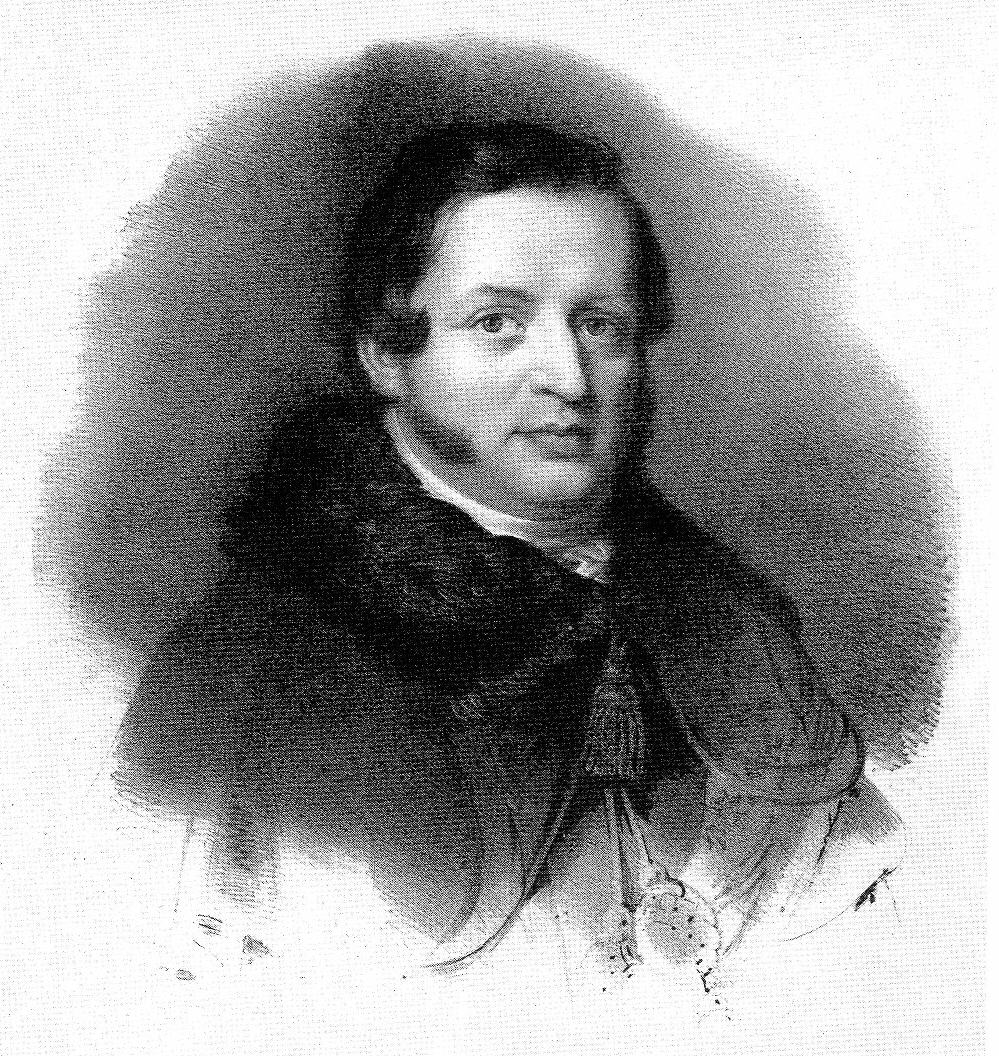
Carl Christian Ulrich Deffner
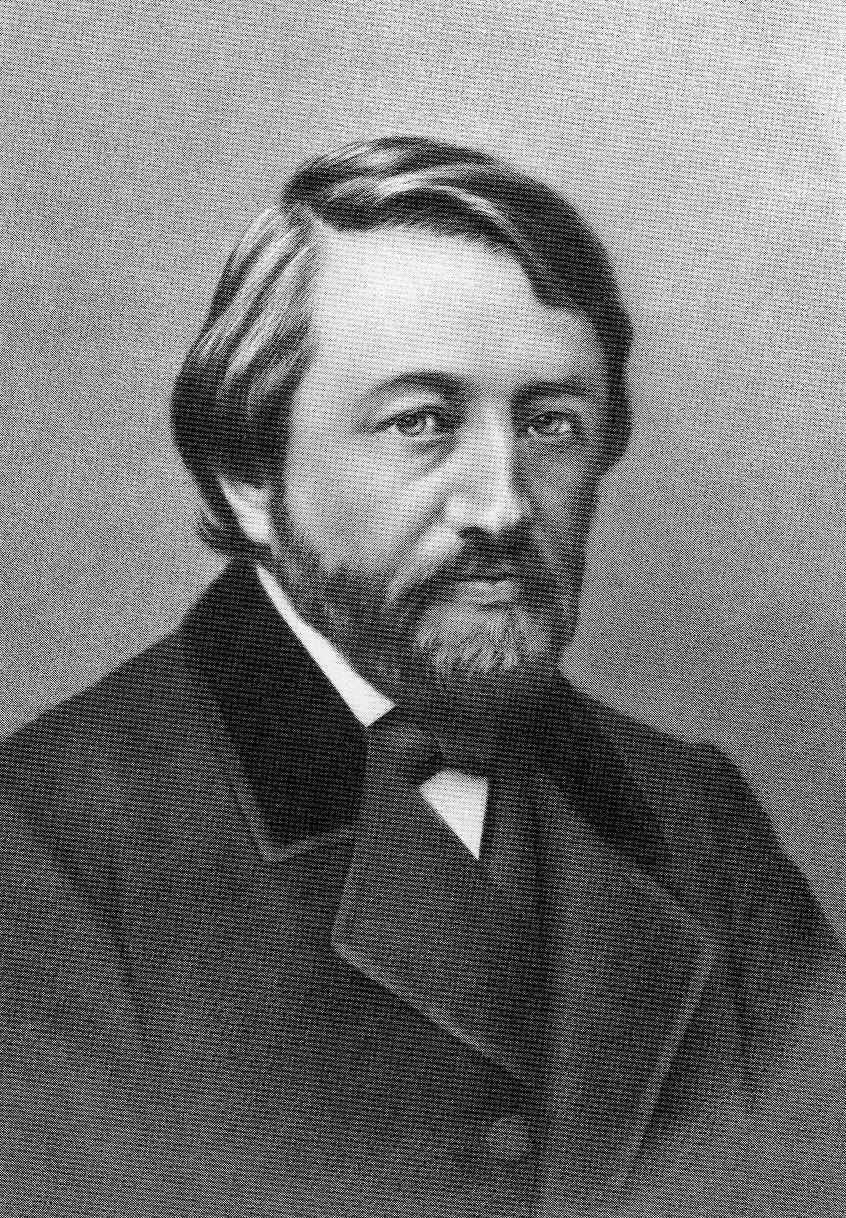
Carl Ludwig Deffner
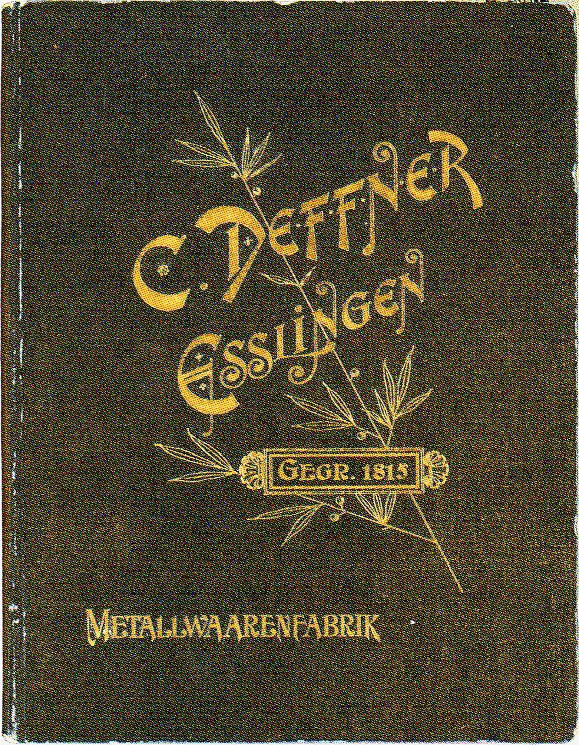
Japanisch stilisierter Katalog um 1890
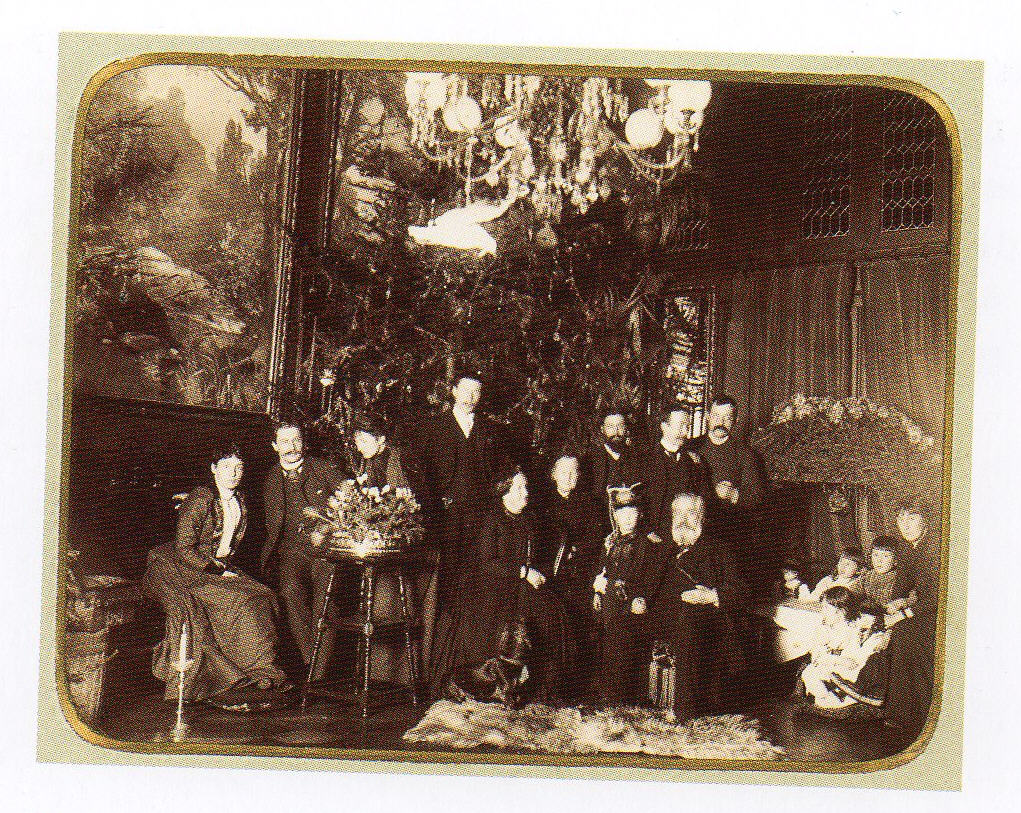
Familie Deffner, Weihnachten 1890 in der Villa Deffner